# Atheta cursor
Atheta cursor är en skalbaggsart som först beskrevs av Mäklin in Mannerheim 1852.  Atheta cursor ingår i släktet Atheta och familjen kortvingar. Inga underarter finns listade i Catalogue of Life.